# Campionats del món de ciclisme en ruta de 2005
Els Campionats del món de ciclisme en ruta de 2005 es disputaren del 19 al 25 de setembre de 2005 a Madrid, Espanya. La competició consistí en una cursa contrarellotge i una en ruta per a homes, dones i homes sub-23.

## Resultats
|                                         | Or                           | Or         | Argent                       | Argent | Bronze                           | Bronze |
| Proves masculines professionals         |                              |            |                              |        |                                  |        |
| Cursa en línia masculina detalls        | Tom Boonen · Bèlgica         | 6h 26' 10" | Alejandro Valverde · Espanya | m. t.  | Anthony Geslin · França          | m. t.  |
| Contrarellotge masculina detalls        | Michael Rogers · Austràlia   | 53' 34"    | Iván Gutiérrez · Espanya     | + 23"  | Fabian Cancellara · Suïssa       | m. t.  |
| Proves femenines elit                   |                              |            |                              |        |                                  |        |
| Cursa en línia femenina detalls         | Regina Schleicher · Alemanya | 3h 08' 52" | Nicole Cooke · Regne Unit    | m. t.  | Oenone Wood · Austràlia          | m. t.  |
| Contrarellotge femenina detalls         | Karin Thürig · Suïssa        | 28' 51"    | Joane Somarriba · Espanya    | + 5"   | Kristin Armstrong · Estats Units | + 39"  |
| Proves masculines sub-23                |                              |            |                              |        |                                  |        |
| Cursa en línia masculina sub-23 detalls | Dimitry Grabovsky · Ucraïna  | 3h 26 '23" | William Walker · Austràlia   | + 26"  | Yevgeni Popov · Rússia           | m. t.  |
| Contrarellotge masculina sub-23 detalls | Mikhail Ignatiev · Rússia    | 47' 24"    | Dmitrò Hrabovski · Ucraïna   | + 34"  | Peter Latham · Nova Zelanda      | + 37"  |

## Medaller
| Posició | País         | Or | Plata | Bronze | Total |
| 1       | Austràlia    | 1  | 1     | 1      | 3     |
| 2       | Ucraïna      | 1  | 1     | 0      | 2     |
| 3       | Suïssa       | 1  | 0     | 1      | 2     |
| 3       | Rússia       | 1  | 0     | 1      | 2     |
| 5       | Bèlgica      | 1  | 0     | 0      | 1     |
| 5       | Alemanya     | 1  | 0     | 0      | 1     |
| 7       | Espanya      | 0  | 3     | 0      | 3     |
| 8       | Regne Unit   | 0  | 1     | 0      | 1     |
| 9       | França       | 0  | 0     | 1      | 1     |
| 9       | Nova Zelanda | 0  | 0     | 1      | 1     |
| 9       | Estats Units | 0  | 0     | 1      | 1     |
| Total   | Total        | 6  | 6     | 6      | 18    |